# ラーゴ
ラーゴ（イタリア語: Lago）は、イタリア共和国カラブリア州コゼンツァ県にある、人口約2,500人の基礎自治体（コムーネ）。

## 地理

### 位置・広がり

#### 隣接コムーネ
隣接するコムーネは以下の通り。
- アイエッロ・カーラブロ
- ベルモンテ・カーラブロ
- ドマーニコ
- グリマルディ
- メンディチーノ
- サン・ピエトロ・イン・アマンテーア
- アマンテーア

## 行政

### 分離集落
ラーゴには、以下の分離集落（フラツィオーネ）がある。
- Aria di Lupi, Cafosa, Chiorio, Fellito, Fontanella, Greci, Laghitello, Margi, Palomandro, Paragieri, Pignanese, Piscopie, Ponticelli, Rovettari, Sangineto, Scavolio, Terrati (fino al 1927 comune autonomo), Vasci, Versaggi, Zaccanelle

## 姉妹都市
- ハラレ、ジンバブエ